# 中国驻汤加大使馆
中华人民共和国驻汤加王国大使馆，简称中国驻汤加大使馆，是中华人民共和国驻汤加王国的外交代表机构。